# Arcidiocesi di Cambrai

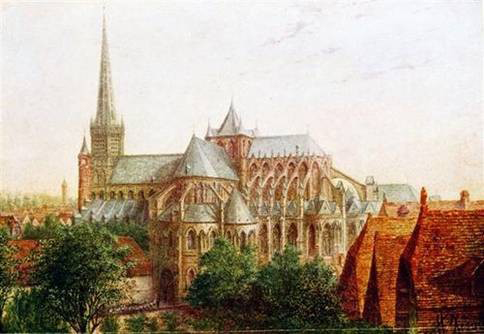
L'antica cattedrale di Cambrai, costruita a partire dal XII secolo, fu confiscata durante la rivoluzione francese, venduta e infine demolita pietra su pietra, tra l'indifferenza generale, per recuperarne il materiale da costruzione.

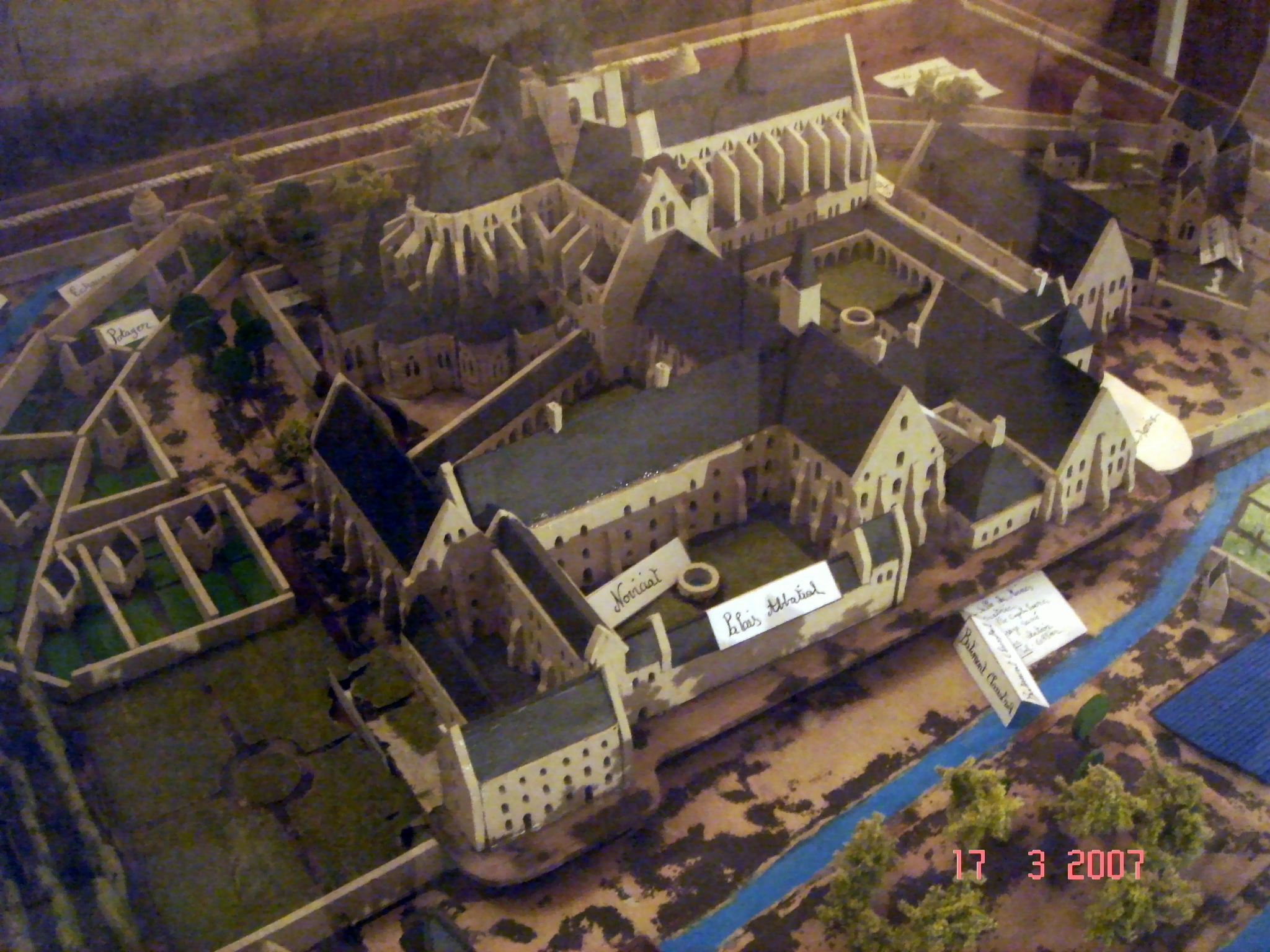
Ricostruzione dell'abbazia di Vaucelles, comune di Les Rues-des-Vignes, a 13 km da Cambrai, edificata da Bernardo di Chiaravalle nel 1131 e quasi completamente distrutta durante la rivoluzione francese.

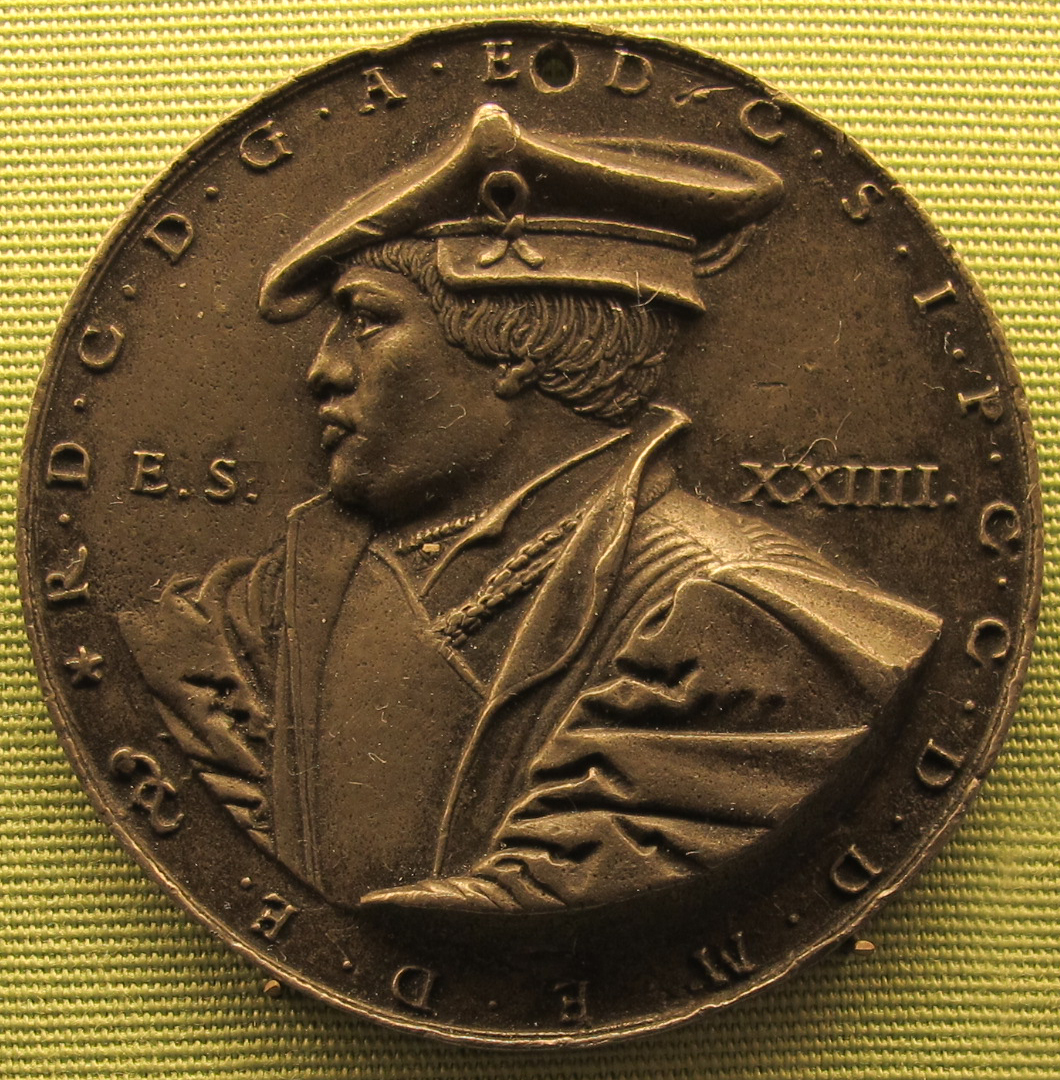
Robert de Croy, vescovo dal 1519 al 1556, su una medaglia del 1529.

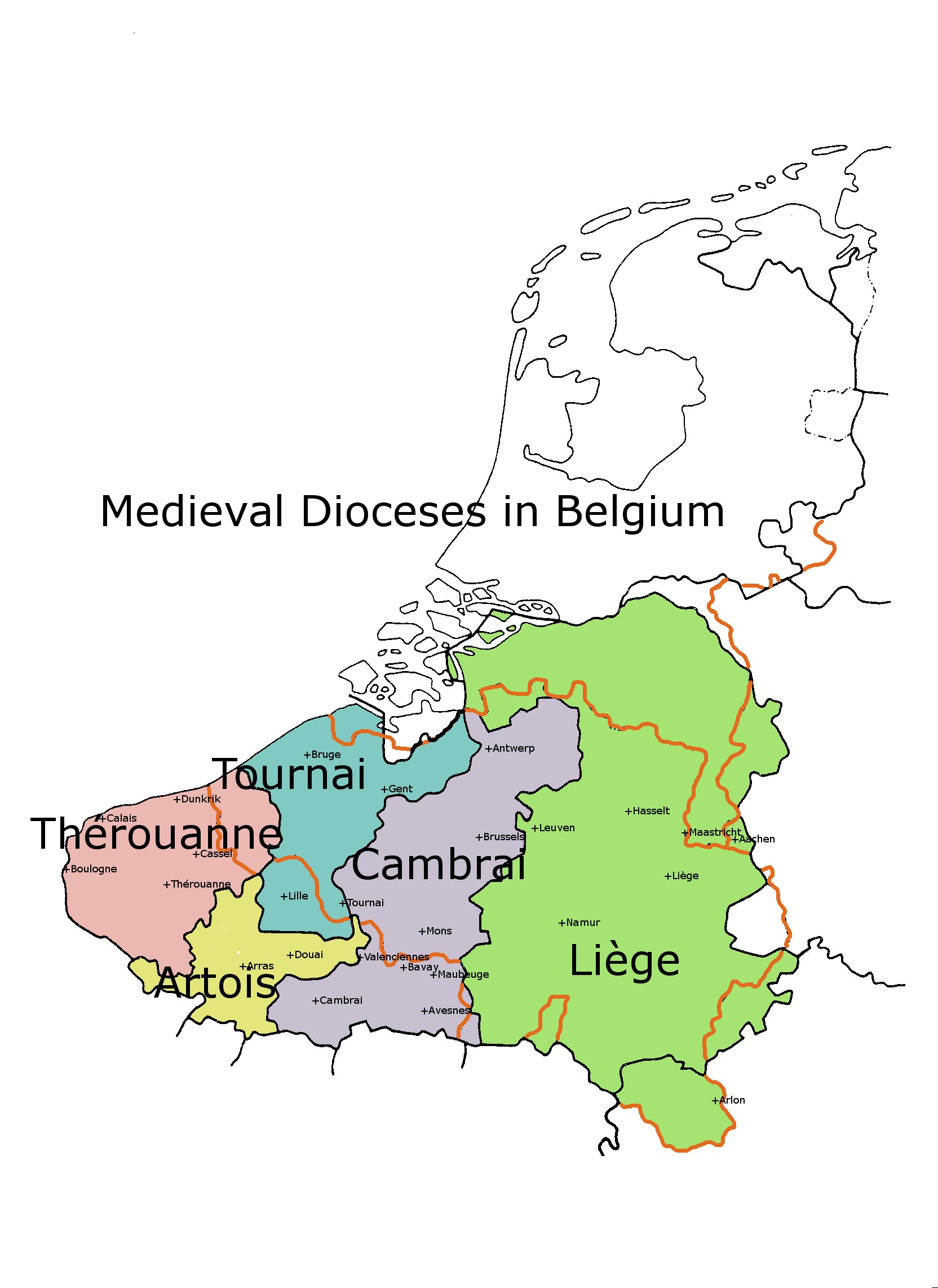
Mappa della diocesi di Cambrai e delle altre diocesi in Belgio prima del 1559. La linea rossa indica i confini statali attuali.

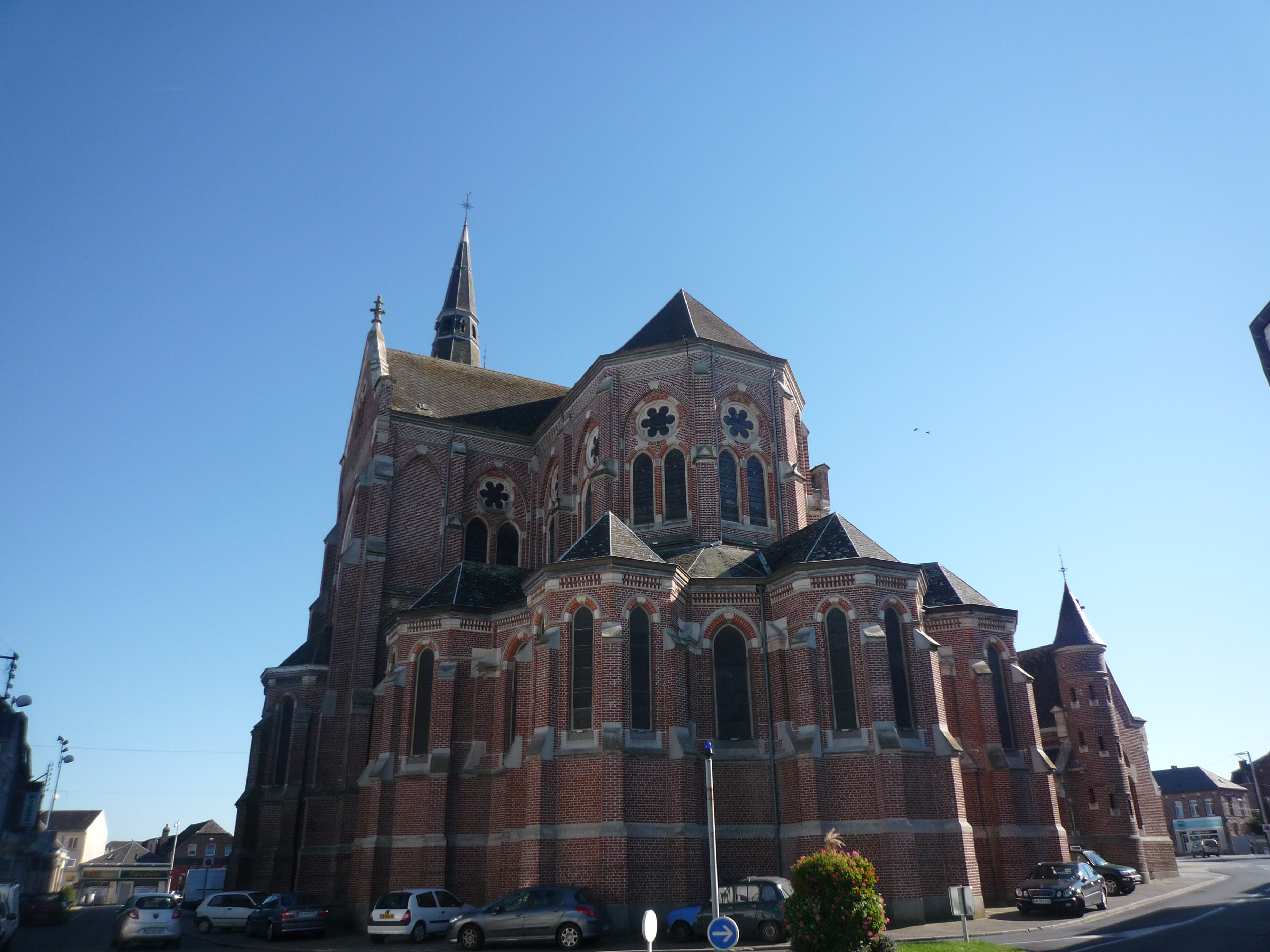
La basilica Sainte Maxellende di Caudry.

L'arcidiocesi di Cambrai (in latino Archidioecesis Cameracensis) è una sede della Chiesa cattolica in Francia suffraganea dell'arcidiocesi di Lilla. Nel 2023 contava 918.480 battezzati su 1.015.000 abitanti. È retta dall'arcivescovo Vincent Dollmann.

## Territorio
L'arcidiocesi comprende gli arrondissement di Cambrai, Douai, Valenciennes e Avesnes-sur-Helpe nella parte meridionale del dipartimento francese del Nord.
Sede arcivescovile è la città di Cambrai, dove si trova la cattedrale di Nostra Signora della Grazia. Nel territorio diocesano si trovano anche due basiliche minori: la basilica Notre-Dame-du-Saint-Cordon a Valenciennes; e la basilica Sainte Maxellende a Caudry.
Il territorio si estende su 3.420 km² ed è suddiviso in 50 parrocchie.

## Storia
La regione di Cambrai era abitata in epoca romana dal popolo dei Nervi, la cui capitale, Bavacum (Bavay) fu distrutta all'inizio del V secolo e sostituita da Cameracum, ossia Cambrai. L'evangelizzazione della civitas Nerviorum è piuttosto tardiva, come tutto il nord-est della Gallia; le ricerche archeologiche hanno permesso di stabilire che una comunità cristiana era certamente presente a Bavay nel IV secolo. Nello pseudoconcilio di Colonia del 346 era presente Superiore, episcopus Nerviorum; non è chiaro se questo vescovo fosse un vescovo residenziale oppure un vescovo missionario nella terra dei Nervi. È certo che dopo Superiore non sono più noti vescovi fino a san Vaast, riconosciuto dalla tradizione come primo vescovo e fondatore, con l'aiuto di san Remigio di Reims, dell'Ecclesia Nerviorum, nella prima metà del VI secolo.
Inizialmente la sede episcopale fu posta ad Arras e solo con Vedulfo, terzo successore di san Vaast, venne trasferita a Cambrai. Questo trasferimento fu riconosciuto dal re dei Franchi Childeberto II, quando si trattò di installare a Cambrai il successore di Vedulfo, san Gaugerico, tra il 584 ed il 590. Da questo momento i vescovi di Cambrai governarono anche la città ed il territorio di Arras.
La civitas Nerviorum apparteneva alla provincia romana della Gallia Belgica seconda, come testimoniato dalla Notitia Galliarum dell'inizio del V secolo. Dal punto di vista religioso, come di quello civile, essa dipendeva dalla provincia ecclesiastica dell'arcidiocesi di Reims, sede metropolitana provinciale.
L'antica diocesi era molto grande e comprendeva sei pagi o territori: il pagus Cameracensis, il pagus Hainoensis, il pagus Fanomartensis, il pagus Barchbatensis, il pagus Antwertensis e il pagus Templutensis. Confinava a nord con la diocesi di Utrecht, ad est con quella di Liegi, a sud con la diocesi di Noyon, e ad ovest con le diocesi di Arras e di Tournai. L'antica ripartizione, nota a partire dal VII secolo, fu all'origine della suddivisione della diocesi in arcidiaconati nel IX o X secolo: Cambrai (corrispondente al pagus Cameracensis), Hainaut (Hainoensis), Valenciennes (sorto con la fusione dei pagi Fanomartensis e Templutensis), Brabante (Barchbatensis) e Anversa (Antwertensis). Nel XIII secolo fu eretto un nuovo arcidiaconato, quello di Bruxelles, con territorio ricavato dall'arcidiaconato del Brabante. Gli arcidiaconati erano poi suddivisi in decanati, per un totale di 18, come attestato dal sinodo tenuto a Cambrai nel 1550. Questa organizzazione territoriale ed amministrativa rimase invariata fino al 1559.
Durante il VII e VIII secolo iniziò l'espansione del monachesimo e dell'eremitismo, che permise l'affermarsi dell'evangelizzazione nelle campagne e negli ambienti rurali, fino a quel momento rimasti ai margini della vita ecclesiale. Nacquero così le antiche abbazie di Honnecourt, di Valenciennes, di Denain e di Liessies. In epoca carolingia poi sorse e si affermò il sistema parrocchiale, che permise una migliore e sistematica penetrazione nel territorio della fede cristiana.
I conflitti tra il potere spirituale e quello temporale produssero, nel corso del medioevo, due situazioni di crisi per la diocesi di Cambrai. Nel IX secolo, alla morte del vescovo Teodorico († 863), l'imperatore cercò di imporre tre vescovi di sua nomina, Guntberto, Tedboldo e Ilduino, che non ottennero l'approvazione del metropolita di Reims, il quale, dopo tre anni di sede vacante, riuscì ad imporre sulla sede di Cambrai il vescovo Giovanni. Alla fine dell'XI secolo, nella lotta per le investiture, si produsse uno scisma all'interno della diocesi, con la nomina di Manassés del partito papale, e di Gaucher del partito imperiale.
Nel 948 l'imperatore Ottone I concesse al vescovo Fulberto i diritti contali sulla città di Cambrai e sul Cambresis. È l'inizio del potere temporale dei vescovi, che venne confermato con ulteriori privilegi da Enrico II nel 1007.
Nel 1024 il vescovo Gerardo I di Cambrai commissionò un'opera che ripercorresse la storia della diocesi, le Gesta Episcoporum Cameracensium, completata nel 1051.
Nel 1094 ebbe termine l'unione di Arras con Cambrai; fu eletto come primo vescovo Lambert de Guines, del clero della diocesi di Tournai.
Un incendio colpì la cattedrale nel 1148, seguirono quindi lavori di ricostruzione, a partire dal vescovo Nicolas de Chièvres, che diedero forma gotica all'edificio.
Nel 1378 si produsse nella cristianità il cosiddetto scisma d'Occidente, con l'istituzione di due papati, uno a Roma e l'altro ad Avignone. Primo papa avignonese fu Clemente VII che dal 1368 al 1371 era stato vescovo di Cambrai.
Il 12 maggio 1559, nell'ottica della riorganizzazione delle sedi diocesane dei Paesi Bassi spagnoli, Cambrai fu elevata al rango di arcidiocesi metropolitana con la bolla Super universas di papa Paolo IV. Contestualmente cedette due arcidiaconati del suo territorio, quelli più settentrionali, a vantaggio dell'erezione dell'arcidiocesi di Malines e della diocesi di Anversa. La provincia ecclesiastica di Cambrai comprendeva quattro suffraganee: Tournai, Arras, Namur e Saint-Omer.
La nuova arcidiocesi, che comprendeva circa 500 parrocchie, 109 succursali, 32 abbazie e 14 collegiate, fu organizzata in 4 arcidiaconati e 14 decanati:
- l'arcidiaconato di Cambrai, con i decanati di Cateau, Cambrai e Beaumetz;
- l'arcidiaconato di Valenciennes, con i decanati di Valenciennes, Haspres e Avesnes-sur-Helpe;
- l'arcidiaconato del Brabante, con i decanati di Chièvres, Tournai Saint Brice, Lessines e Hal;
- l'arcidiaconato dell'Hainaut, con i decanati di Maubeuge, Binche, Mons e Bavay.

Il capitolo della cattedrale conservò il diritto di elezione del vescovo fino al 1686, anno in cui il re di Francia acquisì il privilegio della nomina regia del vescovo. Contestualmente, a causa dell'annessione del Cambresis al regno di Francia, gli arcivescovi persero il loro potere temporale. Fénelon fu il primo arcivescovo nominato dai re francesi, nel 1695. Proprio a causa dell'annessione alla Francia della contea di Cambrai, l'arcidiocesi si trovò territorialmente divisa fra due Stati, la Francia e i Paesi Bassi del Sud, austriaci dal 1713.
Nel 1791 l'antica cattedrale, edificio di grandissime proporzioni, fu destinata al culto costituzionale. Fu danneggiata nell'anno seguente e nel 1793 fu trasformata in un magazzino di granaglie. Il 6 giugno 1796 fu venduta a un certo Blanquart, mercante di San Quintino, che ne intraprese la demolizione per rivendere la pietra. Nel 1809 una tempesta abbatterà il campanile, alto 114 metri.
In seguito al concordato con la bolla Qui Christi Domini di papa Pio VII del 29 novembre 1801 Cambrai perse il rango di arcidiocesi e divenne suffraganea dell'arcidiocesi di Parigi. Dal punto di vista territoriale, la diocesi venne fatta coincidere con il dipartimento del Nord, perdendo così tutta la porzione belga del suo territorio a favore della diocesi di Tournai e altre porzioni minori di territorio passate alla diocesi di Arras; ed acquisendo al contempo porzioni di territorio che erano appartenute alle diocesi di Arras, Tournai, Saint-Omer e Ypres.
Primo vescovo concordatario fu Louis de Belmas, che nel 1804 eresse a nuova cattedrale la chiesa dell'abbazia del Santo Sepolcro, che si era salvata durante il periodo rivoluzionario poiché era stata convertita in un tempio della ragione.
Nel giugno del 1817 fra Santa Sede e governo francese fu stipulato un nuovo concordato, cui fece seguito il 27 luglio la bolla Commissa divinitus, con la quale il papa ripristinava la provincia ecclesiastica di Cambrai, comprensiva delle diocesi di Arras e di Boulogne che veniva contestualmente restaurata. Tuttavia, poiché il concordato non entrò in vigore in quanto non ratificato dal Parlamento di Parigi, queste decisioni non ebbero effetto.
Il 1º ottobre 1841, in forza della bolla Mysticam Petri naviculam di papa Gregorio XVI, ritornò ad essere sede arcivescovile e metropolitana, con la diocesi di Arras come unica suffraganea. Nel 1863 l'arcidiocesi fu organizzata in 4 arcidiaconati: Cambrai, Lilla, Dunkerque e Valenciennes.
Il 25 ottobre 1913 cedette una porzione del suo territorio a vantaggio dell'erezione della diocesi di Lilla (oggi arcidiocesi).
Con il nuovo millennio, l'organizzazione territoriale diocesana è stata rivista con l'istituzione di 51 nuove parrocchie, suddivise in 12 decanati.
Dal 30 marzo 2008 in forza della bolla In Gallia di papa Benedetto XVI non è più sede metropolitana, pur mantenendo il titolo arcivescovile; è stata resa suffraganea della nuova sede metropolitana di Lilla.

## Cronotassi dei vescovi
Si omettono i periodi di sede vacante non superiori ai 2 anni o non storicamente accertati.
- Superiore? † (menzionato nel 346)
- San Gastone (Vaast) † (prima metà del VI secolo)
- San Domenico †
- San Vedulfo †
- San Gaugerico † (circa 584/590 - 11 agosto 624/627 deceduto)
- San Bertoldo † (menzionato nel 627)
- Sant'Ableberto †
- Sant'Autberto I † (prima del 652 - dopo il 667)
- San Vindiciano † (prima del 675 - dopo il 683)
- Ildeberto †
- Unaldo † (? - 717 deceduto)
- Sant'Adolfo † (717 - 19 maggio 728 deceduto)
- Trevardo † (menzionato nel 748)
- Guntfrido † (menzionato il 13 marzo 762)
- Alberico † (menzionato il 12 luglio 763)
- Ildoardo † (prima del 798 circa - dopo l'816)
- Alitgario † (prima dell'825 - 25 giugno 830 deceduto)
- Teodorico † (prima di novembre 832 - 5 agosto 863 deceduto)
  - Sede vacante (863-866)[4]
- San Giovanni I † (21 luglio 866 consacrato - dopo il 17 agosto 878)
- San Rotado † (circa 879 - 14 ottobre 887 deceduto)
- Dodilone † (17 marzo 888 consacrato - dopo il 901)
- Stefano † (prima del 909 - 11 febbraio 934 deceduto)
- Fulberto † (934 - 1º luglio 956 deceduto)
- Berengario † (956 - ?)
- Ingelramo † (? - 12 ottobre 960 deceduto)
- Autberto II o Ansberto † (960 - settembre 965 deceduto)
- Vilboldo † (965 - 966 deceduto)
  - Sede vacante (966-972)
- Teodoto † (circa 972 - 28 agosto 976 deceduto)
- Rotardo † (circa 976 - circa 995 deceduto)
- Erluin † (circa 995 - 3 febbraio 1012 deceduto)
- Gerardo I † (1012 - 1048 deceduto)
- San Lietebert o Liébert † (1049 - 22 giugno 1076 deceduto)
- Gérard II † (1076 - 11 o 12 agosto 1092 deceduto)
- Manassés † (1093 - 1103 nominato vescovo di Soissons)
  - Gaucher † (1093 - 1106) (antivescovo)[5]
- Sant'Odon de Tournai † (2 luglio 1105 - 19 giugno 1116 deceduto)
- Burchard † (1116 - 3 gennaio 1131 deceduto)
- Liétard † (1131 - 1137 deposto)
- Nicolas de Chièvres † (1137 - 1º luglio 1167 deceduto)
  - Pierre de Flandre o d'Alsace † (1167 - 1173 dimesso) (vescovo eletto)
  - Robert d'Aire † (1173 - 4 ottobre 1174 deceduto) (vescovo eletto)[6]
  - Alard † (1175 - 1178 deceduto) (vescovo eletto)
- Oger o Roger de Wavrin † (1179 - 1191 deceduto)
- Jean d'Antoing † (13 settembre 1192 - 1196)
  - Nicolas du Roeulx † (1197 - 1197) (vescovo eletto)
  - Hugues † (1197 - 1198) (vescovo eletto)
- Pierre de Corbeil † (1199 - dicembre 1200 nominato arcivescovo di Sens)
- Jean de Béthune † (1200 - 27 luglio 1219 deceduto)
- Godefroid de Fontaines † (febbraio 1220 - 1237/1238 deceduto)
- Gui de Laon † (1238 - 1247 deceduto)
- Nicolas de Fontaines † (9 aprile 1249 - circa 1273 deceduto)
- Ingelram o Enguerrand de Créqui † (24 marzo 1274 - 1286 nominato vescovo di Thérouanne[7])
- Guillaume d'Avesnes o de Hainaut † (9 maggio 1286 - 1296 deceduto)
- Gui de Colle Medio † (21 ottobre 1296 - 22 gennaio 1306 nominato arcivescovo di Salerno)
- Philippe de Marigny † (22 gennaio 1306 - 23 aprile 1309 nominato arcivescovo di Sens)
- Pierre de Lévis-Mirepoix † (29 luglio 1309 - 28 marzo 1324 nominato vescovo di Bayeux)
- Gui de Bologne † (28 marzo 1324 - prima di settembre 1336 deceduto)
- Guillaume d'Auxonne † (17 luglio 1336 - 25 settembre 1342 nominato vescovo di Autun)
- Gui de Ventadour † (25 settembre 1342 - 17 febbraio 1349 nominato vescovo di Vabres)
- Pierre de Clermont † (17 febbraio 1349 - 13 settembre 1368 deceduto)
- Robert de Genève † (11 ottobre 1368 - 30 maggio 1371 dimesso)
- Gérard de Dainville † (6 giugno 1371 - 18 giugno 1378 deceduto)
- Jean T'Serclaes † (5 novembre 1378 - 12 gennaio 1388 deceduto)
- André de Luxembourg † (22 dicembre 1389 - 1396 deceduto)
- Pierre d'Ailly † (15 novembre 1396 - 6 giugno 1411 dimesso)
- Jean de Gavere † (5 luglio 1412 - 1436 deceduto)
- Jean de Bourgogne † (11 maggio 1439 - aprile 1479 deceduto)
- Henri de Berghes † (17 giugno 1480 - 7 ottobre 1502 deceduto)
- Jacques de Croy, O.S.B. † (1º febbraio 1503 - 15 agosto 1516 deceduto)
- Guillaume de Croÿ † (agosto 1516 - 17 agosto 1519 dimesso)
- Robert de Croy † (17 agosto 1519 - 31 agosto 1556 deceduto)
  - Sede vacante (1556-1558)
- Maximilien de Berghes † (23 dicembre 1558 - 29 agosto 1570 deceduto)
- Louis de Berlaymont † (2 aprile 1571 - 15 febbraio 1596 deceduto)
- Jean Sarrazin, O.S.B. † (12 agosto 1596 - 3 marzo 1598 deceduto)
  - Sede vacante (1598-1601)
- Guillaume de Berghes † (9 aprile 1601 - 27 aprile 1609 deceduto)
- Jean Richardot † (17 agosto 1609 - 28 febbraio 1614 deceduto)
- François Buisseret † (9 febbraio 1615 - 2 maggio 1615 deceduto)
- François Van Der Burch † (2 maggio 1616 - 23 maggio 1644 deceduto)
  - Sede vacante (1644-1646)
- Joseph de Bergaigne, O.F.M. † (28 maggio 1646 - 24 ottobre 1647 deceduto)
  - Sede vacante (1647-1651)
- Gaspard van den Bosch † (27 novembre 1651 - 22 novembre 1667 deceduto)
- Ladislas Jonnart † (15 luglio 1669 - 22 settembre 1674 deceduto)
- Jacques-Théodore de Brias † (17 giugno 1675 - 16 novembre 1694 deceduto)
- François de Salignac de La Mothe-Fénelon † (30 maggio 1695 - 7 gennaio 1715 deceduto)
  - Jean d'Estrées † (1716 - 4 marzo 1718 deceduto) (arcivescovo eletto)
- Joseph-Emmanuel de La Trémoille † (11 maggio 1718 - 10 gennaio 1720 deceduto)
- Guillaume Dubois † (6 maggio 1720 - 10 agosto 1723 deceduto)
- Charles de Saint-Albin † (20 dicembre 1723 - 9 maggio 1764 deceduto)
- Léopold-Charles de Choiseul-Stainvill † (9 luglio 1764 - 10 settembre 1774 deceduto)
- Henri-Marie-Bernardin de Ceilhes de Rosset de Rocozel de Fleury † (3 aprile 1775 - 22 gennaio 1781 deceduto)
- Ferdinand-Maximilien-Mériadec de Rohan-Guémené † (2 aprile 1781 - 23 novembre 1801 dimesso)
- Louis de Belmas † (30 aprile 1802 - 21 luglio 1841 deceduto)
- Pierre Giraud † (24 gennaio 1842 - 17 aprile 1850 deceduto)
- René-François Régnier † (30 settembre 1850 - 3 gennaio 1881 deceduto)
- Alfred Duquesnay † (13 maggio 1881 - 15 settembre 1884 deceduto)
- François-Edouard Hasley † (27 marzo 1885 - 7 agosto 1888 deceduto)
- Odon Thibaudier † (14 febbraio 1889 - 9 gennaio 1892 deceduto)
- Etienne-Marie-Alphonse Sonnois † (19 gennaio 1893 - 7 febbraio 1913 deceduto)
- François-Marie-Joseph Delamaire † (7 febbraio 1913 succeduto - 21 luglio 1913 deceduto)
- Jean-Arthur Chollet † (21 novembre 1913 - 2 dicembre 1952 deceduto)
- Emile Maurice Guerry † (2 dicembre 1952 succeduto - 15 febbraio 1966 dimesso[8])
- Henri-Martin-Félix Jenny † (15 febbraio 1966 succeduto - 25 marzo 1980 ritirato)
- Jacques Louis Léon Delaporte † (25 marzo 1980 - 21 novembre 1999 deceduto)
- François Charles Garnier † (7 dicembre 2000 - 15 agosto 2018 deceduto)
- Vincent Dollmann, succeduto il 15 agosto 2018

## Statistiche
L'arcidiocesi nel 2023 su una popolazione di 1.015.000 persone contava 918.480 battezzati, corrispondenti al 90,5% del totale.
| anno | popolazione | popolazione | popolazione | presbiteri | presbiteri | presbiteri | presbiteri                | diaconi | religiosi | religiosi | parrocchie |
| anno | battezzati  | totale      | %           | numero     | secolari   | regolari   | battezzati per presbitero | diaconi | uomini    | donne     | parrocchie |
| ---- | ----------- | ----------- | ----------- | ---------- | ---------- | ---------- | ------------------------- | ------- | --------- | --------- | ---------- |
| 1949 | 838.000     | 839.773     | 99,8        | 614        | 599        | 15         | 1.364                     |         | 15        | 17        | 493        |
| 1959 | 894.500     | 919.671     | 97,3        | 710        | 674        | 36         | 1.259                     |         | 22        | 640       | 452        |
| 1970 | ?           | 1.043.486   | ?           | 600        | 565        | 35         | ?                         |         | 59        | 1.075     | 452        |
| 1980 | 1.015.000   | 1.050.000   | 96,7        | 508        | 474        | 34         | 1.998                     | 1       | 57        | 725       | 459        |
| 1990 | 1.048.000   | 1.081.000   | 96,9        | 398        | 376        | 22         | 2.633                     | 7       | 39        | 567       | 459        |
| 1999 | 963.000     | 1.031.786   | 93,3        | 317        | 306        | 11         | 3.037                     | 28      | 11        | 424       | 452        |
| 2000 | 963.000     | 1.031.786   | 93,3        | 297        | 278        | 19         | 3.242                     | 28      | 25        | 425       | 452        |
| 2001 | 980.000     | 1.050.394   | 93,3        | 330        | 313        | 17         | 2.969                     | 27      | 17        | 414       | 452        |
| 2002 | 998.000     | 1.069.000   | 93,4        | 339        | 322        | 17         | 2.943                     | 29      | 17        | 396       | 452        |
| 2003 | 980.000     | 1.050.394   | 93,3        | 320        | 303        | 17         | 3.062                     | 32      | 17        | 396       | 452        |
| 2004 | 944.050     | 1.011.862   | 93,3        | 259        | 243        | 16         | 3.644                     | 29      | 31        | 347       | 337        |
| 2006 | 916.736     | 1.011.862   | 90,6        | 231        | 218        | 13         | 3.968                     | 31      | 14        | 344       | 334        |
| 2013 | 921.900     | 1.020.000   | 90,4        | 185        | 175        | 10         | 4.983                     | 37      | 11        | 257       | 354        |
| 2016 | 933.000     | 1.031.314   | 90,5        | 160        | 147        | 13         | 5.831                     | 46      | 13        | 241       | 355        |
| 2019 | 939.685     | 1.038.700   | 90,5        | 147        | 134        | 13         | 6.392                     | 46      | 13        | 143       | 51         |
| 2021 | 916.000     | 1.011.800   | 90,5        | 135        | 126        | 9          | 6.785                     | 47      | 9         | 125       | 50         |
| 2023 | 918.480     | 1.015.000   | 90,5        | 119        | 111        | 8          | 7.718                     | 51      | 8         | 114       | 50         |